# Marcel Ciolacu
Ion-Marcel Ciolacu (Buzău, 28 de novembro de 1967) é um político romeno que foi primeiro-ministro da Romênia entre 2023 e 2025. Ele também é o líder do Partido Social-Democrata (PSD).
Como um político pouco conhecido fora do condado de Buzău, Ciolacu ganhou destaque nacional quando se tornou vice-primeiro-ministro em 2018 no gabinete do primeiro-ministro Mihai Tudose. Supostamente, ele recebeu este cargo para relatar as atividades de Todose à Liviu Dragnea, que não conseguiu se tornar primeiro-ministro e temia que Tudose se tornasse um jogador poderoso no partido. Ciolacu logo rompeu com Dragnea e se tornou um aliado de Tudose contra a liderança de Dragnea. Após a renúncia de Tudose, Ciolacu foi marginalizado dentro do PSD, mas ainda manteve a liderança do PSD Buzău. Ciolacu mais uma vez voltou à proeminência em 2019, depois que Liviu Dragnea foi condenado por abuso de poder e incitação a acusações de falsificação intelectual, tendo que cumprir uma pena de 3 anos e 6 meses. Com os sociais-democratas ainda controlando a maioria na Câmara e no Senado, Ciolacu conquistou o cargo de presidente da Câmara dos Deputados, com 172 votos a favor e 120 contra, anteriormente ocupado pelo próprio Dragnea.
Após a derrota esmagadora da nova líder do PSD, Viorica Dăncilă, nas eleições presidenciais romenas de 2019, em 26 de novembro de 2019, Ciolacu foi nomeado líder do partido, em primeiro lugar interino, até ser confirmado para ocupar o cargo pelo congresso do partido no próximo ano em 22 de agosto de 2020 com uma margem esmagadora de 1310-91 contra seu oponente. Ciolacu levou o partido à vitória nas eleições legislativas romenas de 2020, mas não conseguiu formar uma coalizão majoritária no novo legislativo. Outros partidos contrários ao PSD formaram uma nova coligação a 23 de dezembro e formaram o novo governo, empurrando assim o PSD de Ciolacu para a oposição. No entanto, em 2021, na sequência da crise política que levou ao colapso do Gabinete Cîțu, conseguiu trazer o PSD de volta ao governo, formando um gabinete com o seu antigo rival, o Partido Nacional Liberal, formando assim a Coligação Nacional para a Roménia.

## Carreira
Como um político pouco conhecido fora do condado de Buzău, Ciolacu ganhou destaque nacional quando se tornou vice-primeiro-ministro em 2018 no gabinete do primeiro-ministro Mihai Tudose. Supostamente, recebeu este cargo para relatar as atividades de Tudose a Liviu Dragnea, que não conseguiu se tornar primeiro-ministro e temia que Tudose se tornasse oposição forte no partido. Ciolacu logo rompeu com Dragnea e se tornou um aliado de Tudose contra a liderança de Dragnea. Após a renúncia de Tudose, Ciolacu foi marginalizado dentro do PSD, mas ainda manteve a liderança do PSD Buzău. Ciolacu mais uma vez voltou ao destaque em 2019, depois que Liviu Dragnea foi condenado por abuso de poder e incitação a acusações de falsificação intelectual, tendo que cumprir pena de 3 anos e 6 meses. Com os social-democratas ainda controlando a maioria na Câmara e no Senado, Ciolacu conquistou o cargo de presidente da Câmara dos Deputados, com 172 votos a favor e 120 contra, anteriormente ocupado pelo próprio Dragnea.
Após a derrota esmagadora da então líder do PSD, Viorica Dăncilă, nas eleições presidenciais romenas de 2019, Ciolacu foi nomeado líder do partido, até ser confirmado para ocupar o cargo pelo congresso do partido no próximo ano em 22 de agosto de 2020 com uma margem esmagadora de 1310-91 contra seu oponente. Ciolacu levou o partido à vitória nas eleições legislativas romenas de 2020, porém, não foi capaz de formar uma coalizão majoritária no novo legislativo. Outros partidos contrários ao PSD formaram uma nova coligação a 23 de dezembro e formaram um novo governo, empurrando assim o PSD de Ciolacu à oposição. No entanto, em 2021, após a crise política que levou ao colapso do mandato de Florin Cîțu, conseguiu trazer o PSD de volta ao governo, formando um gabinete com seu antigo rival, o Partido Nacional Liberal (PNL), formando assim a Coalizão Nacional para a Romênia. Em 15 de junho de 2023, tornou-se primeiro-ministro da Romênia.

## Posição política
Um autoproclamado defensor do patriotismo econômico, Ciolacu foi descrito como aderindo à ideologia do nacionalismo de esquerda e do conservadorismo social. Ele se opõe ao casamento entre pessoas do mesmo sexo e ao progressismo social.